# DKW F 102
Mit dem DKW F 102 stellte die Auto Union GmbH im August 1963 das letzte Modell unter dem Namen DKW vor. Er war zugleich der letzte neuentwickelte westdeutsche Serien-Pkw mit Zweitaktmotor.

## Modellgeschichte

### Allgemeines

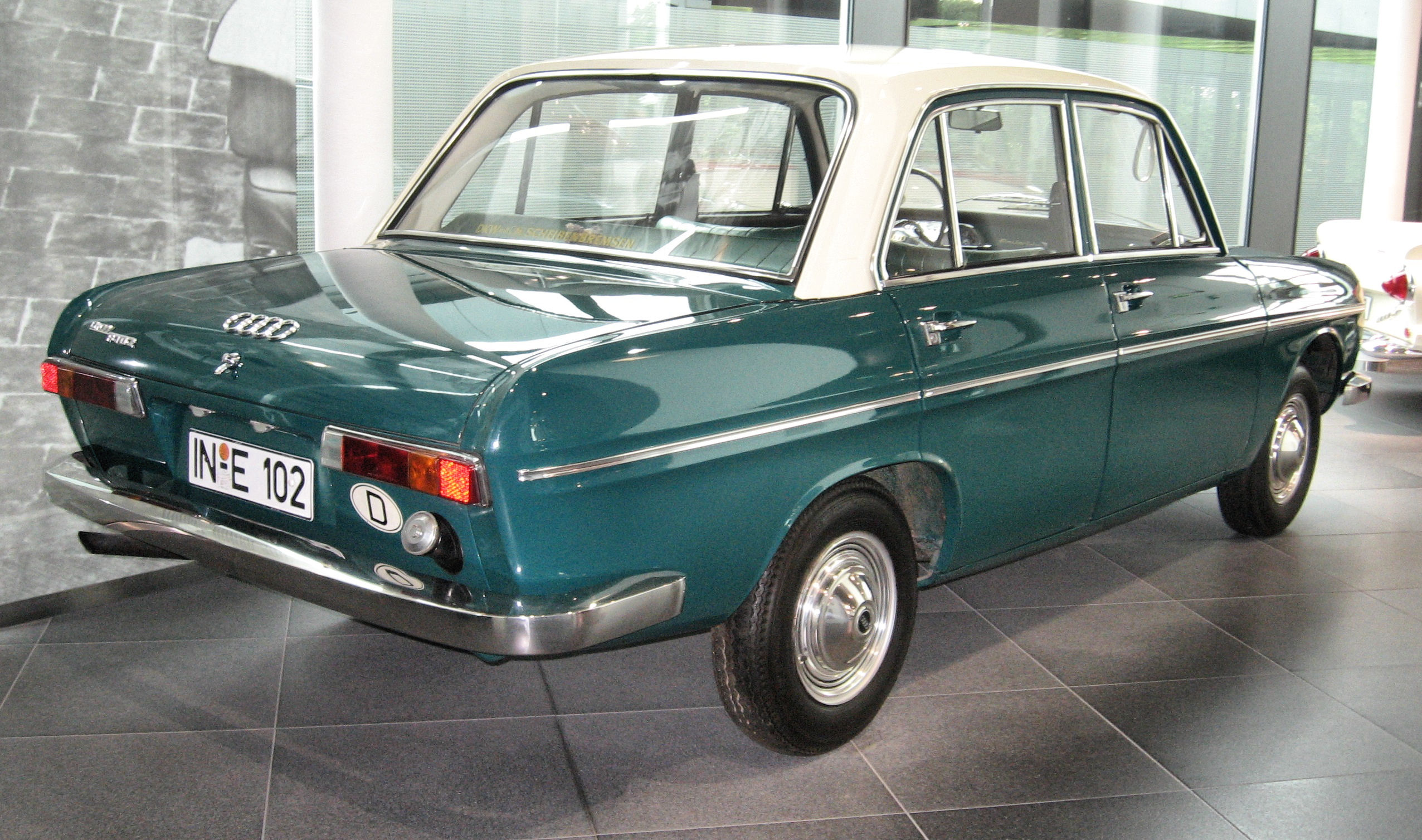
Heckansicht

Der F 102 war ab März 1964 zunächst als zweitürige, ab Januar 1965 auch als viertürige Limousine erhältlich.
Während die Konstruktion seines Vorgängers, des Auto Union 1000, im Wesentlichen aus den späten 1930er-Jahren stammte, war der F 102 ein neu konstruiertes Fahrzeug mit selbsttragender Karosserie und – dem Zeitgeschmack entsprechend – mit großen Glasflächen und wenig Chrom. Der Neupreis der zweitürigen Limousine betrug 7.200 DM.
Das Fahrzeug hat Frontantrieb. Die Vorderräder sind an Doppelquerlenkern mit Drehstabfedern aufgehängt. Hinten ist eine Torsionskurbelachse eingebaut. Die Radträger sind durch eine torsionsweiche aber biegesteife Achsbrücke verbunden. Sie hängt an längs eingebauten Traghebeln (Längslenker), die auf eine quer davor liegende Drehstabfeder wirken. Bei ungleichem Einfedern verdreht sich der Achskörper und wirkt so als Stabilisator. Zur Seitenführung dient ein Panhardstab.
Da die Achse relativ viel Raum beansprucht, ist der Tank hinter ihr im Boden des Kofferraums untergebracht, wo hinter der Rückbanklehne stehend auch das Reserverad seinen Platz hat.

### Letzter DKW mit Zweitaktmotor
Wie seine Vorgänger war der F 102 mit einem Dreizylinder-Zweitakt-Reihenmotor ausgestattet. Das Zweitaktgemisch wurde von der gemeinsam mit Bosch entwickelten neuen „Frischölautomatik“ erzeugt, die dem Benzin das Schmiermittel automatisch aus einem separaten Öltank im Motorraum zumischt, was das Tanken vereinfachen und den Ölverbrauch senken sollte. Der Fahrer konnte reines Benzin ohne Ölzusatz tanken. War der Junior zeitweise noch der erfolgreichste Kleinwagen in Westdeutschland, wurde der Zweitaktmotor nur wenige Jahre später von vielen Kunden nicht mehr für zeitgemäß befunden, so dass der F 102 nicht die erhofften Absatzzahlen erreichte und der Auto Union schwere wirtschaftliche Probleme brachte.
Zu den Ursachen dieses recht abrupten Imageverlusts zählten Probleme mit der Frischölautomatik: Nach kalten Winternächten war das Öl im Vorratsbehälter so zähflüssig, dass die Schmierung des Motors nicht sichergestellt war, ebenso bei längerem Schiebebetrieb (Bergabfahrten), so dass viele Motoren Schäden durch Kolbenfresser bzw. -klemmer bekamen. Mit den heute verfügbaren vollsynthetischen Motorölen mit hohem Viskositätsindex wären die Probleme bei Kälte eventuell zu vermeiden, jedoch waren solche Öle in den 1960er-Jahren noch nicht verfügbar. Garantie- und Kulanzleistungen belasteten die Bilanzen und das Kundenvertrauen. Ein weiteres Problem speziell des Typs F 102 war die Tatsache, dass der Dreizylinder mit 400 cm³ Hubraum pro Zylinder am Ende seiner Entwicklungsmöglichkeiten angelangt war und noch größere Zweitaktmotoren im Automobilbau nicht etabliert waren. Versuche mit einem Zweitakt-V6-Motor scheiterten. Die Ära der Zweitaktmotoren im westdeutschen Automobilbau lief mit dem F 102 aus (nur in dem Geländewagen DKW Munga gab es den Zweitaktmotor noch bis Dezember 1968).
Bis März 1966 wurden 52.753 Fahrzeuge produziert, wovon allerdings nur etwa 25.000 Stück verkauft werden konnten. Der F 102 wurde – unter Daimler-Benz-Regie mit einem Reihen-Vierzylinder-Viertaktmotor und retuschierter Front- und Heckpartie versehen – als Audi F103 doch noch erfolgreich. Mit dem Produktionsende des DKW F 102, der offiziell als Auto Union verkauft wurde, verschwand die Marke DKW vom Pkw-Markt. Dafür ließ man mit dem Nachfolger Audi F103 die bereits vor dem Zweiten Weltkrieg in der damaligen Auto Union existierende Marke Audi wieder aufleben.
Um den im Alltagsbetrieb recht hohen Benzinverbrauch zu reduzieren, griff DKW nach wenigen Monaten der Produktion zu einem ebenso einfachen wie erfolgreichen Mittel. Über eine Federkinematik wurde das Gaspedal auf halbem Wege mit einem deutlich erhöhten Widerstand beaufschlagt, um dem Fahrer ein besseres Gefühl dafür zu geben, welche Leistung er dem Motor abverlangt. Ein solches Gaspedal mit Druckpunkt wurde später auch im Trabant 601 verwendet, dessen Kraftstoffverbrauch zweitaktbedingt im Verhältnis zur Motorleistung ebenfalls (zu) hoch war.

## Müller-Andernach-Motor
Der Ingenieur Hans Müller in Andernach (1902–1968) entwickelte Anfang der 1960er-Jahre einen Sechszylinder-V-Zweitaktmotor, der nach eigener Beschreibung wie zwei Dreizylindermotoren (nach früherer Motorsystematik DKW 6=12 vergl. DKW 3=6 und DKW 4=8) auf eine gemeinsame Kurbelwelle arbeitete und zunächst als Bootsmotor mit unterschiedlichen Hubraumgrößen bis 1,6 Liter geplant war. Als Pkw-Motor hatte er 1288 cm³ Hubraum bei einer Bohrung von 62,5 mm und 70 mm Hub. Die Leistung wurde mit 80 PS (59 kW) bei 3800/min angegeben; das maximale Drehmoment lag bei 15,4 mkp bzw. 150 Nm. Für Versuchsfahrten mit dem bei Heinkel gebauten Sechszylindermotor wurde der F 102 auf Gürtelreifen der Größe 165–14 umgerüstet; der Verbrauch betrug 9,5 Liter Normalbenzin auf 100 Kilometer. Der Motor wurde jedoch nicht in die Serie übernommen. Daraufhin war geplant, dass ihn unabhängig von der Auto Union die 1966 gegründete Bayreuther Motorengesellschaft zum Austausch des Dreizylindermotors baut, was sich allerdings als unwirtschaftlich erwies. Wahrscheinlich entstanden nur einige Vorführwagen. Mit 83 kg war der V6-Motor kaum schwerer als der serienmäßige R3-Motor. Die Mehrleistung von etwa 20 PS gegenüber dem Dreizylindermotor machte sich in der Höchstgeschwindigkeit kaum bemerkbar. Insgesamt entstanden etwa 100 Motoren, die nach der Übernahme von DKW in Einzelfällen auch in den DKW F 12 eingebaut oder als Bootsmotoren eingesetzt wurden.
1967 kam es kurzzeitig zur Zusammenarbeit der Bayreuther Motorengesellschaft mit dem Automobilwerk Eisenach in der DDR, dabei wurde der V6-Motor im Wartburg 353 erprobt. Die Höchstgeschwindigkeit des Wagens stieg von 125 auf 150 km/h, doch auch hier ergaben sich unvertretbare Abgaswerte. Zudem herrschte ein für innerdeutsche Kooperationen ungünstiges politisches Klima und das Werk in Eisenach lehnte eine Produktion des Motors durch Heinkel ab, sodass die Zusammenarbeit 1968 wieder beendet wurde.

## Technische Daten

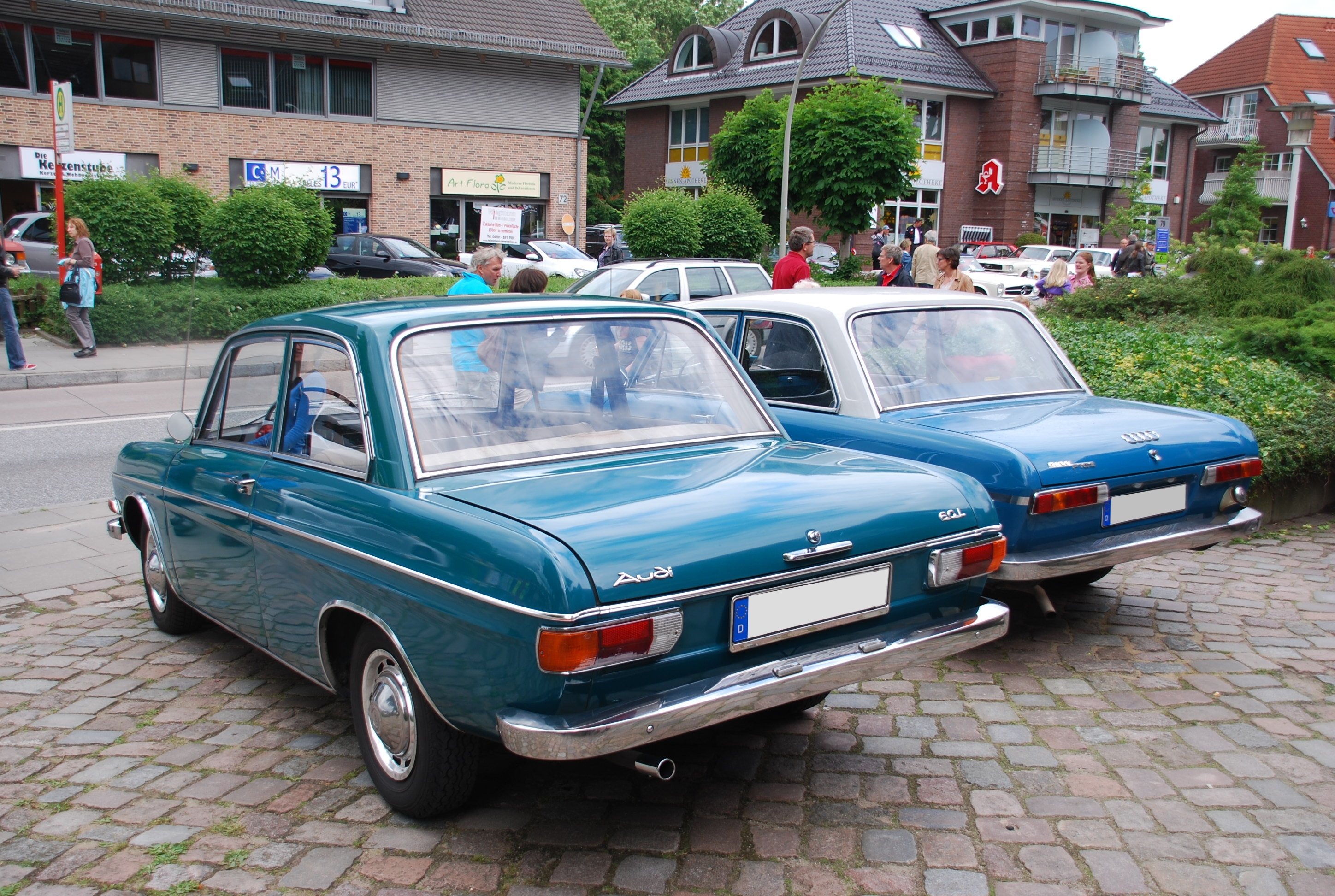
DKW F 102 (rechts) und sein Nachfolger Audi F103 (Bj. ab 1969, große Rückleuchten)

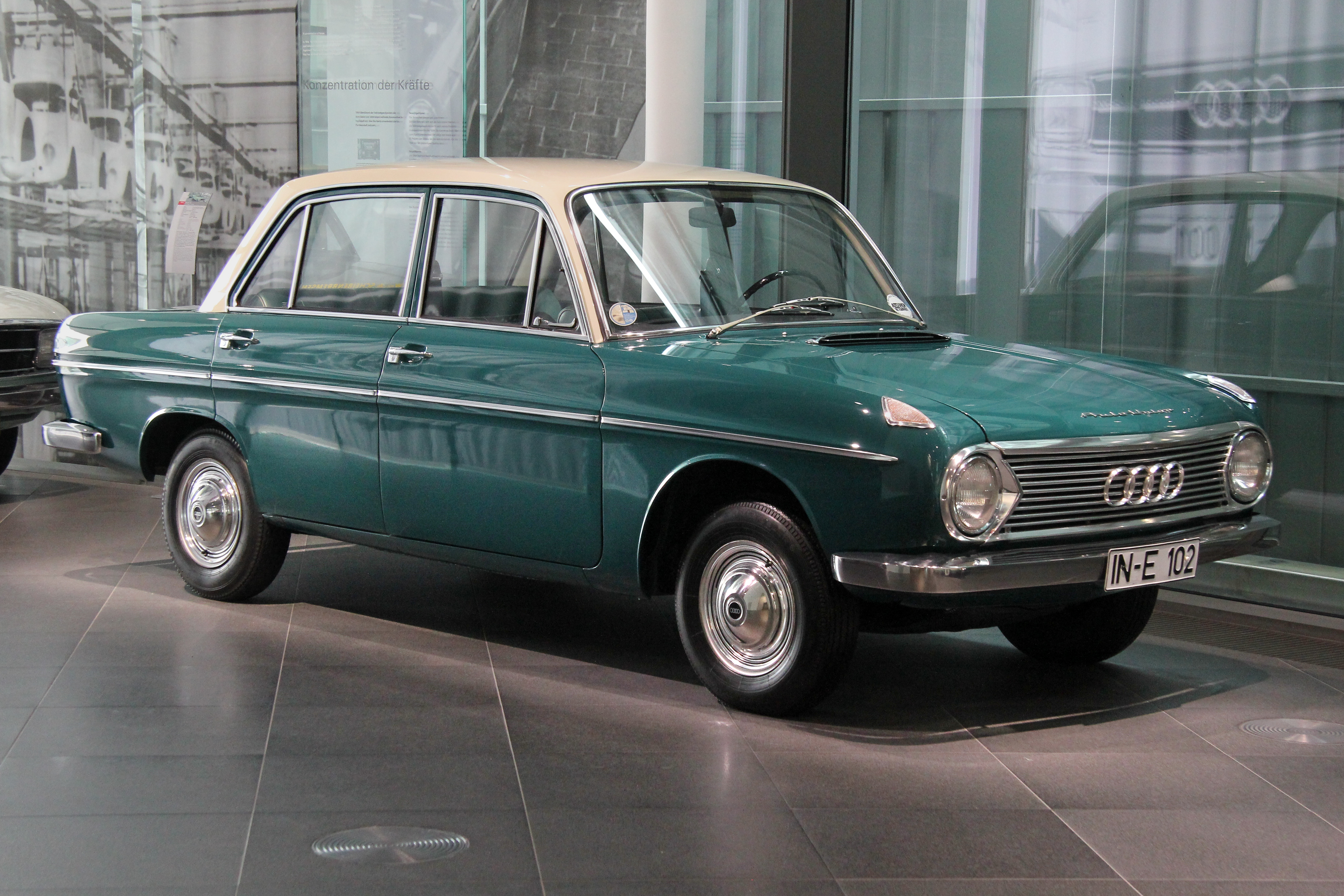
DKW F 102 im museum mobile in Ingolstadt

| Typ                   | F 102 (DKW 3=6)             | F 102 (V6) (DKW 6=12)       |
| Bauzeitraum           | 1964–1966                   | 1966                        |
| Aufbauten             | L2, L4                      | L2, L4                      |
| Motor                 | 3 Zyl. Reihe, 2-Takt        | 6 Zyl. V, 2-Takt            |
| Ventile               | ohne                        | ohne                        |
| Bohrung × Hub         | 81 mm × 76 mm               | 62,5 mm × 70 mm             |
| Hubraum               | 1175 cm³                    | 1288 cm³                    |
| Leistung kW (PS)      | 44 (60)                     | 59 (80)                     |
| bei Drehzahl (1/min)  | 4500                        | 3800                        |
| Drehmoment (Nm)       | 103                         | 142                         |
| bei Drehzahl (1/min)  | 2250                        | 3400                        |
| Verdichtung           | 7,25–7,5 : 1                | 9,5 : 1                     |
| Verbrauch             | 11 l/100 km                 | 8,6–11,2 l/100 km           |
| Getriebe              | 4-Gang mit Lenkradschaltung | 4-Gang mit Lenkradschaltung |
| Antrieb               | Front                       | Front                       |
| Höchstgeschwindigkeit | 135 km/h                    | > 140 km/h                  |
| Leergewicht           | 910–945 kg                  | 910–945 kg                  |
| Zul. Gesamtgewicht    | 1335–1350 kg                | 1335–1350 kg                |
| Elektrik              | 6 Volt                      | 6 Volt                      |
| Länge                 | 4280 mm                     | 4280 mm                     |
| Breite                | 1618 mm                     | 1618 mm                     |
| Höhe                  | 1459 mm                     | 1459 mm                     |
| Radstand              | 2480 mm                     | 2480 mm                     |
| Spur vorne / hinten   | 1330 mm / 1326 mm           | 1330 mm / 1326 mm           |
| Wendekreis            | 11,4 m                      | 11,4 m                      |
| Reifengröße           | 6,00–13″                    | 165–14                      |

- L2 = 2-türige Limousine
- L4 = 4-türige Limousine